# Hapalopilus rubescens
Hapalopilus rubescens är en svampart som beskrevs av Corner 1989. Hapalopilus rubescens ingår i släktet Hapalopilus och familjen Polyporaceae.   Inga underarter finns listade i Catalogue of Life.